# Bambini del silenzio
Bambini del silenzio (Twighlight Children) è un saggio della psicologa infantile Torey Hayden, pubblicato in inglese nel 2004 e in italiano nel 2007.

## Contenuti
Il libro tratta come argomento principale il mutismo selettivo (anche chiamato, soprattutto in passato, mutismo elettivo). La psicologa narra tre esperienze con tre diverse persone affette da tale patologia. La prima, Cassandra, è una bambina della scuola primaria molto problematica, con forti atteggiamenti antisociali e tratti di mutismo selettivo. Le problematiche della piccola sono collegate al rapimento subito a quattro anni da parte del padre, che l'ha presa con sé, allontanandola dalla madre che ne aveva l'affidamento, e fatta vivere in un ambiente fortemente trascurante e abusante.
Il secondo caso è quello di Drake, un bambino in età prescolare che, apparentemente, comunica solo in famiglia, ma non con il resto del mondo.
Il terzo caso è completamente nuovo per la dottoressa, ed è quella di Gerda, una ottantaduenne che, in seguito ad un ictus e al conseguente allontanamento dalla sua residenza, ha smesso di parlare.

## Edizioni
- Torey Hayden, Bambini del silenzio, TEA, 2004,  pp. 308.